# Bösenreutin
Bösenreutin (mundartlich: Besəritə (Bö), Bösəroite (Li)) ist ein Gemeindeteil der Gemeinde Sigmarszell im bayerisch-schwäbischen Landkreis Lindau (Bodensee).

## Geographie

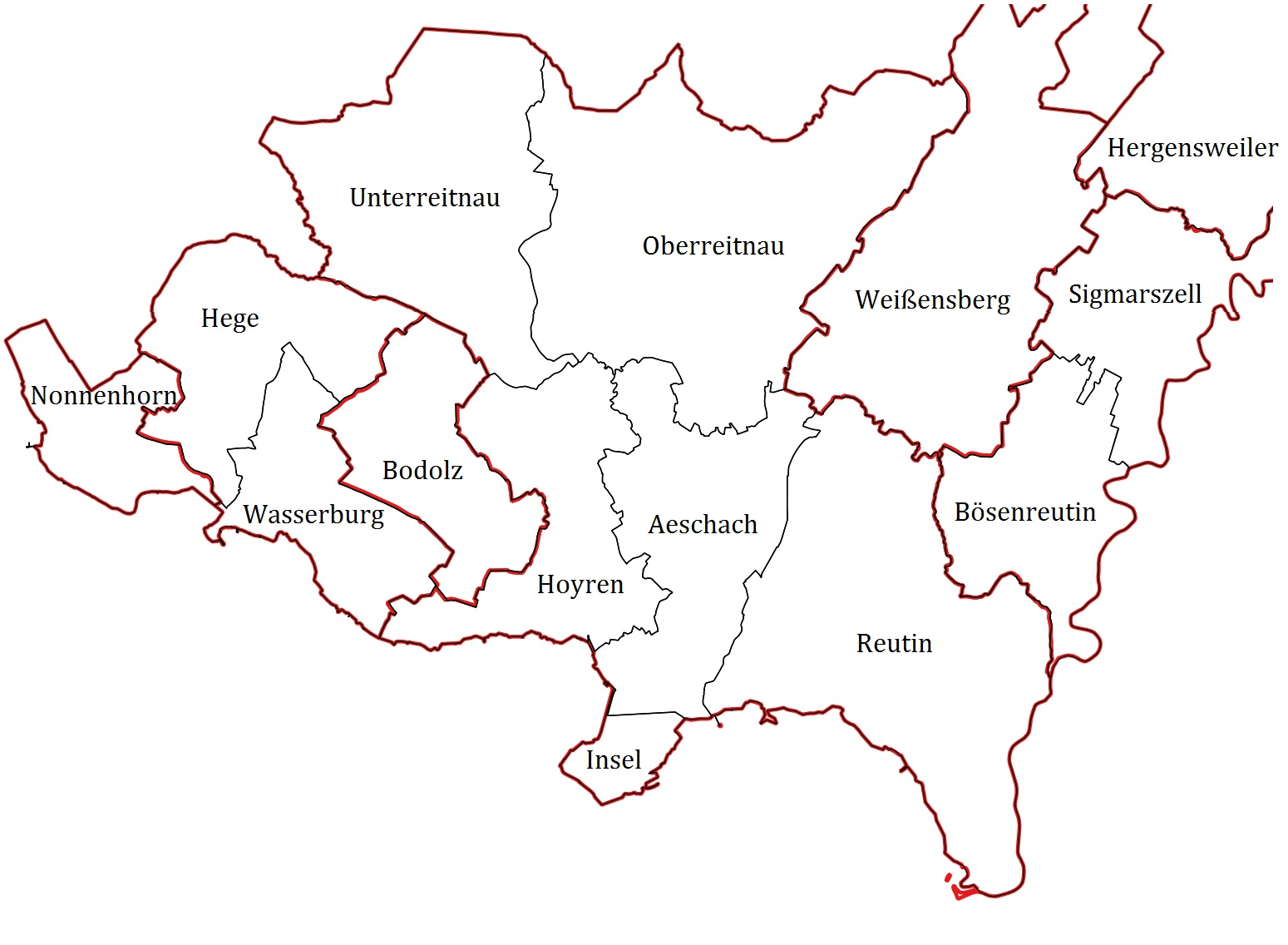
Die Gemarkung Bösenreutin grenzt im Südwesten an die Gemarkung Reutin im Stadtgebiet von Lindau

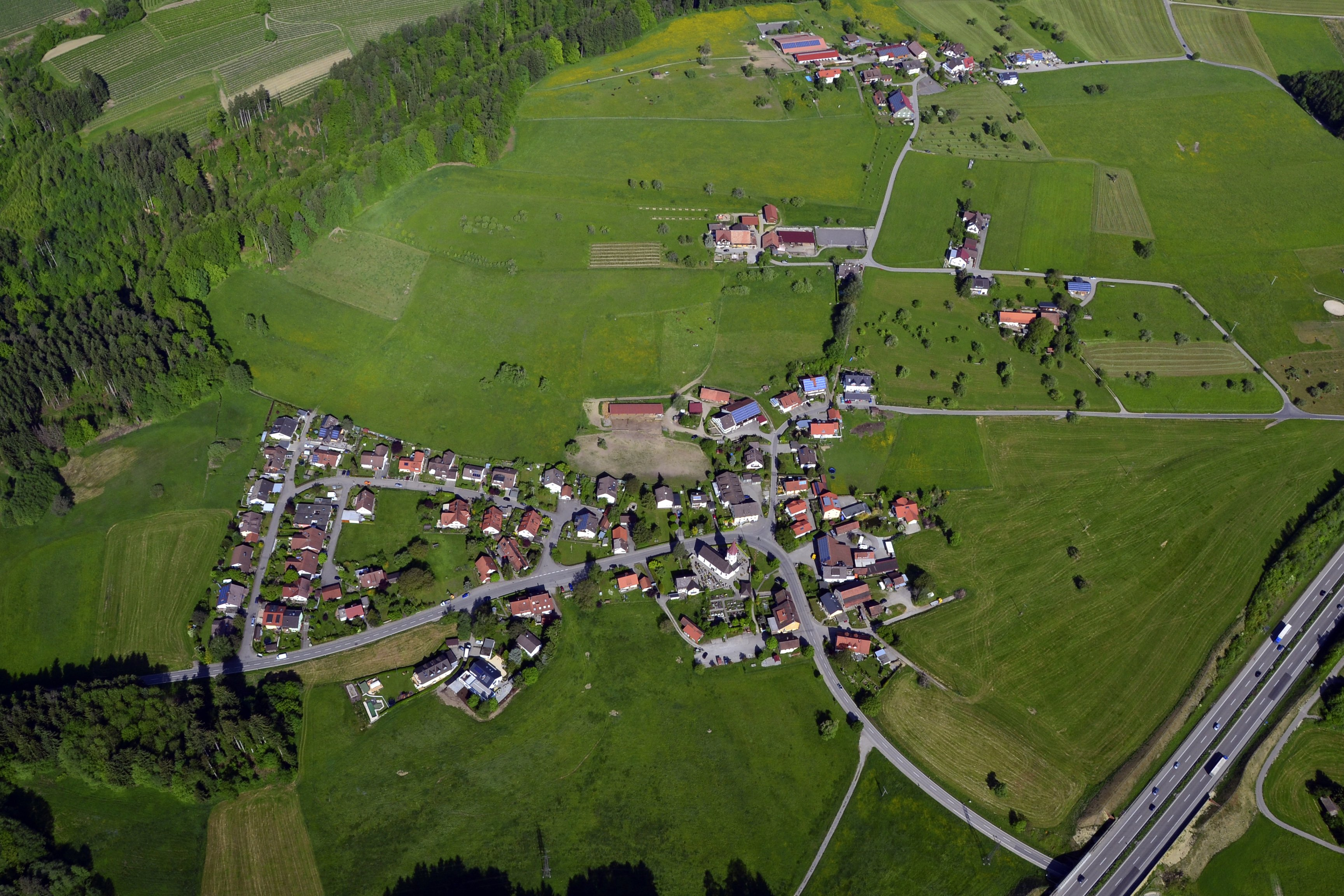
Bösenreutin (2012)

Das Pfarrdorf liegt circa 2,5 Kilometer südlich des Hauptorts Sigmarszell. Westlich der Ortschaft liegt das Bösenreut Tobel. Im Osten verläuft die Bundesautobahn 96.

## Ortsname
Der Ortsname lässt sich auf die Personennamen Beresinda, Bertand oder Bertin zurückführen. Das Grundwort -reutin deutet auf eine Rodesiedlung hin.

## Geschichte
Bösenreutin wurde erstmals im Jahr 1275 als Bersentzrüti erwähnt. Mitte des 14. Jahrhunderts wurde die Kirche im Ort erwähnt. Im Jahr 1626 wurden 14 Häuser in Bösenreutin gezählt. 1804 fand die Vereinödung statt. Die Ortschaft gehörte einst zu äußeren Gericht der Reichsstadt Lindau. 1972 wurde durch die Gebietsreform in Bayern die bis dahin selbstständige Gemeinde Bösenreutin in die Gemeinde Sigmarszell eingegliedert.

## Baudenkmäler
Siehe auch: Liste der Baudenkmäler in Bösenreutin

## Gemeindeteile
Die ehemalige Gemeinde und heutige Gemarkung Bösenreutin besteht aus folgenden Gemeindeteilen:
- Egghalden
- Hangnach
- Tobel
- Witzigmänn
- Zeisertsweiler